# Baud (Morbihan)
Baud / Baod é uma comuna francesa na região administrativa da Bretanha, no departamento de Morbihan. Estende-se por uma área de 48,09 km². Em 2010 a comuna tinha 6 440 habitantes (densidade: 133,9 hab./km²).